# Lijst van beschermd erfgoed in Mettet
Onderstaande tabel geeft een overzicht van de beschermde erfgoederen in de gemeente Mettet. Het beschermd erfgoed maakt deel uit van het cultureel erfgoed in België.
| Object | Bouwjaar/architect | Deelgemeente | Adres                                                                          | Coördinaten                   | Nummer?                | Afbeelding                                                                   |
| --- | ------------------ | ------------ | ------------------------------------------------------------------------------ | ----------------------------- | ---------------------- | ---------------------------------------------------------------------------- |
| Romeins aquaduct en het ensemble van het aquaduct en de omliggende terreinen |                    |              |                                                                                | 50° 19' 30" NB, 4° 39' 3" OL  | 92087-CLT-0001-01 Info | Romeins aquaduct en het ensemble van het aquaduct en de omliggende terreinen |
| Kerk Saint Martin |                    |              |                                                                                | 50° 20' 4" NB, 4° 36' 29" OL  | 92087-CLT-0002-01 Info | Kerk Saint Martin                                                            |
| Kapel Saint-Roch |                    |              |                                                                                | 50° 19' 58" NB, 4° 37' 0" OL  | 92087-CLT-0003-01 Info | Kapel Saint-Roch                                                             |
| Klooster Notre-Dame, een voormalig kasteel (kapel, toren, portiek, veranda, de hoofdingang, een terras en een paar schoorstenen)                                                  |                    |              | rue de Furnaux, n° 1                                                           | 50° 17' 56" NB, 4° 43' 2" OL  | 92087-CLT-0005-01 Info |                                                                              |
| Kerk de la Nativité de Notre-Dame |                    |              |                                                                                | 50° 18' 30" NB, 4° 42' 23" OL | 92087-CLT-0007-01 Info |                                                                              |
| Kasteelhoeve van Bossière |                    |              | rue de l'Eglise, n°s 2-3 (M) et ensemble formé par ces édifices et le parc (S) | 50° 20' 19" NB, 4° 42' 5" OL  | 92087-CLT-0008-01 Info |                                                                              |
| Monument |                    |              |                                                                                | 50° 20' 44" NB, 4° 44' 28" OL | 92087-CLT-0009-01 Info |                                                                              |
| Kapel Saint-Roch en het ensemble van de kapel en de heuvel van de linden |                    |              |                                                                                | 50° 20' 47" NB, 4° 43' 58" OL | 92087-CLT-0010-01 Info |                                                                              |
| Ensemble van de chemin des Diligences (chemin communal n° 10) en de beukenbomen erlangs, het gedeelte begrenst in het zuidoosten door de geregistreerde perceel sectie C- n° 69 E |                    |              |                                                                                | 50° 17' 23" NB, 4° 42' 32" OL | 92087-CLT-0011-01 Info |                                                                              |
| Delen van Kasteel van Thozée behorende tot de familie van Félicien Rops |                    |              |                                                                                | 50° 20' 2" NB, 4° 40' 16" OL  | 92087-CLT-0012-01 Info |                                                                              |
| Kapel Saint-Roch: gevels en daken, en instelling beschermingszone |                    |              | rue Albert Ier                                                                 | 50° 19' 29" NB, 4° 39' 27" OL | 92087-CLT-0013-01 Info |                                                                              |